# Adventure (album de Television)
Pour les articles homonymes, voir Adventure.
Albums de Television
Marquee Moon
(1977) The Blow-Up (en)
(1982)
Aventure est le deuxième album du groupe Television.

## Titres
1. "Glory" - 3:11
2. "Days" – 3:14
3. "Foxhole" – 4:48
4. "Careful" – 3:18
5. "Carried Away" – 5:14
6. "The Fire" – 5:56
7. "Ain't That Nothin'"	– 4:52
8. "The Dream's Dream" – 6:44